# Кейтури, Калле
Калле Кейтури (фин. Kalle Keituri) род. 25 апреля 1984 года в Лахти — известный финский прыгун с трамплина, участник Олимпийских игр.
В Кубке мира Кейтури дебютировал в 2002 году, в ноябре 2008 года одержал свою первую победу на этапе Кубка мира, в командных соревнованиях. Всего на сегодняшний момент имеет 2 победы на этапах Кубка мира, обе в командных соревнованиях. В личных соревнованиях не поднимался выше 4-го места. Лучшим достижением по итогам Кубка мира для Кейтури является 21-е место в сезоне 2008-09.
На Олимпиаде-2010 в Ванкувере стартовал в двух дисциплинах: стал 4-м в команде и 22-м на нормальном трамплине.
За свою карьеру участвовал в одном чемпионатах мира, на чемпионате-2009 в Либереце, где лучшим для него результатом стало 6-е место в командных соревнованиях.
Использует лыжи производства фирмы Fischer.